# سالم جي
سالم جي (بالإنجليزية: Salim Jay)‏ (30 يونيو 1951، باريس في فرنسا)؛ كاتب وروائي مغربي.